# Woodbine (Kansas)
Woodbine is een plaats (city) in de Amerikaanse staat Kansas, en valt bestuurlijk gezien onder Dickinson County.

## Demografie
Bij de volkstelling in 2000 werd het aantal inwoners vastgesteld op 207.
In 2006 is het aantal inwoners door het United States Census Bureau geschat op 208, een stijging van 1 (0,5%).

## Geografie
Volgens het United States Census Bureau beslaat de plaats een oppervlakte van
0,4 km², geheel bestaande uit land. Woodbine ligt op ongeveer 381 m boven zeeniveau.

## Plaatsen in de nabije omgeving
De onderstaande figuur toont nabijgelegen plaatsen in een straal van 20 km rond Woodbine.